# Cristian Espinoza
Cristian Omar Espinoza (Buenos Aires, 3 april 1995) is een Argentijns voetballer die bij voorkeur als vleugelspeler speelt. Hij tekende in 2015 bij Villarreal CF, dat hem overnam van CA Huracán.

## Clubcarrière
Espinosa is afkomstig uit de jeugd van CA Huracán. Op 24 maart 2013 maakte hij zijn competitiedebuut tegen Instituto. Op 26 mei 2013 maakte hij zijn eerste competitietreffer tegen Crucero del Norte. In augustus 2016 tekende de Argentijn een vijfjarig contract bij Villarreal CF, dat 7,2 miljoen euro veil had voor de vleugelspeler.